# Dżafar Szarif-Emami
Dżafar Szarif-Emami, pers. جعفر شری امامی (ur. 9 września 1910 w Teheranie, zm. 16 czerwca 1998 w Nowym Jorku) – irański polityk, dwukrotny premier Iranu w latach 1960–1961 oraz w 1978.

## Życiorys
Pochodził z ubogiej rodziny, jego ojciec był mułłą. Po ukończeniu szkoły podstawowej w Teheranie uzyskał państwowe stypendium na wyjazd do Niemiec, by tam uczyć się w zawodowej szkole kolejowej. Po osiemnastu miesiącach wrócił do Iranu i podjął pracę jako brygadzista w państwowym przedsiębiorstwie, kontynuując naukę w trybie korespondencyjnym, następnie uzyskał kolejne stypendium państwowe na kształcenie w Szwecji. W 1939 uzyskał stopień inżyniera kolei. Podczas II wojny światowej, w 1943, został aresztowany przez Brytyjczyków, na podstawie podejrzeń o sympatie proniemieckie. W więzieniu spędził nieco ponad rok; po zwolnieniu nie wrócił do pracy na kolei, parał się różnych zajęć.
W 1950 premier Hadż Ali Razmara zatrudnił go w administracji publicznej jako sekretarza, a następnie mianował go ministrem dróg. W tym czasie Szarif-Emami ożenił się z kobietą ze szlacheckiej rodziny Moazzami, aktywnej we Froncie Narodowym. Przyjacielem rodziny jego żony był Mohammad Mosaddegh. Podczas zorganizowanego przez CIA i MI6 przewrotu wymierzonego w jego rząd, 19 sierpnia 1953, premier szukał schronienia właśnie w domu Szarifa-Emamiego. Kiedy zrozumiał, że puczyści odnieśli sukces, za jego pośrednictwem poinformował gen. Fazlollaha Zahediego o tym, że rezygnuje z oporu. Mimo tych koligacji, Szarif-Emami nie należał do zwolenników Mosaddegha.
W 1955 został mianowany senatorem. Dwa lata później wszedł do rządu Manuczehra Eghbala jako minister przemysłu. Pełniąc to stanowisko, sprzeciwiał się wdrażaniu programu przekształceń gospodarczych sugerowanych przez Stany Zjednoczone (ostatecznie przyjętego).
W 1961 szach Mohammad Reza Pahlawi po raz pierwszy mianował go premierem Iranu. Nastąpiło to w momencie poważnego kryzysu gospodarczego i ożywienia działalności organizacji opozycyjnych, w tym zdelegalizowanego po 1953 Frontu Narodowego. Gdy w 1961 kolejne wybory parlamentarne w Iranie zostały sfałszowane, opozycja zorganizowała w kraju serię demonstracji, w maju 1961 doszły do nich strajki nauczycieli i innych grup zawodowych. Protesty zostały rozpędzone; zginął jeden nauczyciel, było też kilku rannych. Premier utrzymywał następnie, że policja zastosowała brutalne środki bez jego wiedzy i zgody. Twierdził nawet, że zarówno protesty, jak i sposób ich rozpędzenia zostały zainspirowane przez amerykańską ambasadę w celu obalenia jego rządu, z którego niezadowoleni byli i Amerykanie, i szach. Kilka dni po strajku nauczycieli i po dziewięciu miesiącach od nominacji na premiera, 5 maja 1961, Dżafar Szarif-Emani złożył rezygnację. Kilka miesięcy później został przewodniczącym irańskiego Senatu. Mohammad Reza Pahlawi powierzył mu również kierowanie Fundacją Pahlawich, instytucją dobroczynną, której fundusze pochodziły z części majątku dynastii.
W 1968 otrzymał Order Odrodzenia Polski I klasy.
W 1978, w czasie kolejnego narastającego kryzysu w państwie, Szarif-Emami po raz drugi został powołany na premiera kraju. Mohammad Reza Pahlawi miał nadzieję, że nowy rząd stanie się gabinetem zgody narodowej i umożliwi monarchii przetrwanie. Premier wykonał wyraźne gesty pod adresem opozycji islamskiej, zamykając bary i kasyna, uwolnił również więźniów politycznych i doprowadził do aresztowania najbardziej skompromitowanych urzędników. Działania te nie wystarczyły, by doprowadzić do zakończenia antyrządowych protestów. Po kolejnych manifestacjach i ich stłumieniu przez policję (czarny piątek w Teheranie 8 września 1978) Szarif-Emami zrezygnował z urzędu, a następnie emigrował do Stanów Zjednoczonych.
Był wolnomularzem i Wielkim Mistrzem wszystkich działających w Iranie lóż masońskich. Był również bibliofilem, zgromadził bibliotekę liczącą 11 tys. tomów, którą w testamencie przekazał państwu.